# Våler (plaats in Innlandet)
Våler is een plaats in de Noorse gemeente Våler, provincie Innlandet. Våler telt 1187 inwoners (2007) en heeft een oppervlakte van 1,5 km².